# Randia (chi chim)
Randia là một chi chim trong họ Bernieridae.